# Taccarum ulei
Taccarum ulei är en kallaväxtart som beskrevs av Adolf Engler och Kurt Krause. Taccarum ulei ingår i släktet Taccarum och familjen kallaväxter. Inga underarter finns listade.